# Codocera gnatho
Codocera gnatho är en skalbaggsart som beskrevs av Henry Clinton Fall och Cockerell 1907. Codocera gnatho ingår i släktet Codocera och familjen Ochodaeidae. Inga underarter finns listade i Catalogue of Life.